# Spike (raket)
Spike is een familie van geleide antitankraketten van Israëlische makelij. De raket is ontwikkeld door Rafael Advanced Defense Systems. Hoewel primair bedoeld als antitankraket, kunnen de meeste varianten ook luchtdoelen en ongepantserde gronddoelen bestrijden.

## Geschiedenis
Reeds in de jaren 1970 stelde Rafael de ontwikkeling van een geleide antitankraket voor aan het Israëlische defensieleger (IDF). Het contract voor dergelijke ontwikkeling ging echter naar Israel Aerospace Industries (IAI) dat de lasergeleide antitankraket MAPATS ontwikkelde. Desondanks ging Rafael door met haar ontwikkeling en in 1987 mocht het bedrijf van het IDF een ontwikkelprogramma opstarten. Vijf jaar en honderd miljoen nieuwe sjekel later vonden eerste lanceertesten plaats. In 1992 werd het programma geannuleerd toen de commandant van het Israëlische grondleger opgevolgd werd.
Ook nu ging de ontwikkeling door. In 1994 werden zowel grond- als helikoptertesten met succes afgerond. Toen in datzelfde jaar de commandant van het grondleger opnieuw vervangen werd ging het programma opnieuw van start. In 1998 introduceerde Rafael de NT-raket bij het IDF. Er waren drie varianten: de NT-G Gil, de NT-S Spike en de NT-D Dandy. In 2002 werden deze van naam veranderd en werden ze de Spike in MR-, LR en ER-variant.
In mei 2000 koos Finland voor het Spike-systeem, in augustus 2001 gevolgd door Nederland. Er volgden nog vele andere Europese en andere landen. In juni 2004 werd in Duitsland werd het bedrijf EuroSpike GmbH opgericht om de raket in Europa te verkopen. De overeenkomst hiertoe werd reeds in november 1998 gesloten. EuroSpike is eigendom van Diehl BGT Defence (40%), Rheinmetall Defence Electronics (40%) en via de Nederlandse dochteronderneming ERCAS (20%) ook Rafael zelf. De raket wordt in Europa verkocht onder de naam STN Atlas EuroSpike.

## Werking
Het systeem bestaat uit twee delen: de lanceerinrichting met optische doelzoeker en het vuurcontrolesysteem en de raket zelf. Het systeem is
draagbaar. Een MR/LR-raket weegt veertien kilogram en de lanceerinrichting negen kilogram. De ER en NLOS-systemen hebben zwaardere lanceerinstallaties. Het systeem is ook te installeren op voertuigen en helikopters. Het Finse leger heeft het ook op marineschepen geplaatst. Het Spike-systeem kan in drie verschillende modi gebruikt worden:
- Fire and Forget: Nadat een doelwit werd gevonden wordt de doelzoeker hierop ingesteld en de raket afgevuurd waarmee de taak van de operator afgerond is.
- Fire, Observe and Update: De raket klimt na het afvuren naar boven en laat toe dat op een doelwit buiten het zicht gemikt wordt.
- Fire and Steer (enkel LR ER en NLOS): De raket wordt afgevuurd zonder ingesteld doelwit. De operator bestuurt dan de raket naar een vrij doel of stelt tijdens de vlucht een doelwit in en gaat dan verder als fire and forget.

## Varianten

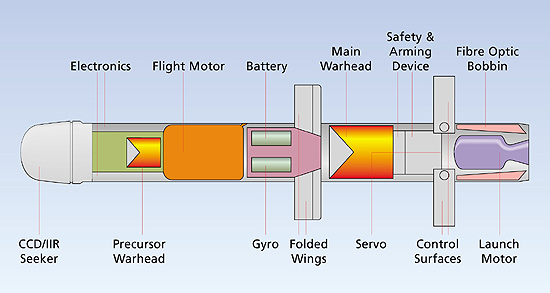
Doorsnede van een Spike-raket.

Van de raket bestaan de volgende varianten:
| Naam              | Bereik       | Massa raket | Omschrijving                                                                             |
| ----------------- | ------------ | ----------- | ---------------------------------------------------------------------------------------- |
| Spike-SR          | 50-1.500 m   | 8 kg        | Korte afstand, voor infanteristen                                                        |
| Spike-MR NT-Gil   | 200-2.500 m  | 14 kg       | Middellange afstand                                                                      |
| Spike-LR NT-Spike | 200-4.000 m  | 14 kg       | Lange afstand; ook tegen voertuigen                                                      |
| Spike-LR-II Gil-2 | 200-5.500 m  | 12,7 kg     | Verbeterde versie van de LR; ook tegen voertuigen                                        |
| Spike-ER NT-Dandy | 400-8.000 m  | 34 kg       | Vergroot bereik; ook tegen voertuigen en helikopters                                     |
| Spike-ER-II       | 400-10.000 m | 34 kg       | Verbeterde versie van de ER; ook tegen voertuigen en helikopters                         |
| Spike-NLOS Tamuz  | 600-25.000 m | 70 kg       | Ultra lange afstand; "non line of sight" voor doelen buiten direct zicht van de schutter |

## Gebruikers
- Chili: 2600 raketten
- Colombia
- Duitsland: 440 LR-lanceerders
- Finland: 100 MR- en 18 ER-lanceerders + optie voor 70 MR-lanceerders
- Israël
- Italië
- Nederland: In 2001 werd besloten om de M47 Dragon (in dienst bij verkenningseenheden) en TOW (in dienst bij pantserinfanterie) te vervangen door de "Gil MR AT".[2] De eerste leveringen werden eind 2002 verwacht. In totaal werden 297 lanceerinrichtingen en 2433 raketten gekocht. De Koninklijke Landmacht nam 237 lanceerinrichtingen en 1974 raketten voor haar rekening, terwijl de Koninklijke Marine 60 lanceerinrichtingen en 459 raketten in dienst nam.[3] De eerste wapens werden in 2004 overhandigd aan leden van het Regiment van Heutsz.[4]
- Polen: 264 LR-lanceerders + 2675 raketten
- Roemenië: ER-lanceerders
- Singapore
- Slovenië
- Spanje: 260 lanceerders + 2600 MR- en LR-raketten
- Turkije: LR-lanceerders
- België: 60 LR-lanceerders